# Podlëdnye Gory Peschanskogo
Die Podlëdnye Gory Peschanskogo (englische Transkription von russisch Подлёдные Горы Песчанского Podljodnye Gory Petschanskowo) sind eine Gebirgsgruppe im ostantarktischen Enderbyland. Sie ist überdeckt vom Antarktischen Eisschild.
Russische Wissenschaftler benannten sie. Der Namensgeber ist nicht überliefert.